# Bitwa pod Saalfeld
Bitwa pod Saalfeld – miała miejsce 10 października 1806 roku w Saalfeld na terytorium Niemiec, pomiędzy Prusko – Saksońską dywizją pod dowództwem Księcia Ludwika Ferdynanda (I) Hohenzollerna (1772–1806) a V Korpusem Wielkiej Armii Francuskiej dowodzonym przez Marszałka Jeana Lannesa. Bitwa zakończyła się zwycięstwem wojsk francuskich.

## Bitwa
Książę Ludwik Ferdynand był głównym zwolennikiem wypowiedzenia wojny Francji. Francuzi nie mieli możliwości zmuszenia go do walki i mógł połączyć się z większymi siłami w Jenie jednak zignorował fakt że Lannes i jego siły na polu bitwy były tylko połową jego nadciągających oddziałów a nawet te pierwsze przewyższały jego oddziały liczebnie. Książę rozmieścił swoich ludzi na niższym terenie  poza miastem z tyłem osłanianym przez rzekę i Francuzami atakującymi ze wzgórza.
Lannes i Generał Suchet zauważyli że Prusacy mają za sobą rzekę i wzrokowo obliczyli że ich liczebność jest znacznie mniejsza od ich wojsk. Lannes rozkazał rozpocząć ostrzał artyleryjski a kiedy pojawiły się oznaki braku organizacji w szeregach wroga rozkazał swojej piechocie uderzyć frontalnie a potem oskrzydlić wojska Pruskie. Uderzone przez przeważające siły wojska Pruskie wkrótce zaczęły uciekać z powodu ataku na ich skrzydło i zostały odrzucone aż pod mury Saalfeld.
Poniewczasie Książę zauważył swój błąd i spróbował zmniejszyć siłę natarcia Francuzów na skrzydło, atakując ze swoją kawalerią. Szarża została odparta i znalazł się w bliskiej walce z Guinetem, kwatermistrzem francuskiego 10 regimentu Huzarów, który zaoferował Księciu poddanie się. Książę nie odpowiadając uderzył go szablą w twarz powodując ciężką ranę, ale w tym samym momencie kwatermistrz przebił go na wylot w wyniku czego natychmiast umarł.
Prusacy stracili 400 zabitych i rannych oraz 20 dział. Ponad 1000 ludzi dostało się do niewoli wliczając w to Generałą Bevilaqua dowódcę wojsk saksońskich.

## Rezultat
Cztery dni po bitwie pod Saalfeld rozegrała się podwójna Bitwa pod Jeną-Auerstedt. Chociaż wojna toczyła się jeszcze przez następne 7 miesięcy to ta zdecydowana klęska wykluczyła z niej prawie całkowicie Prusy aż do roku 1813.